# Giraffa sivalensis
Giraffa sivalensis (лат.) — вымерший вид жирафовых. Обнаружен в Сивалике, Индия. Обитал в плиоцене и плейстоцене. Голотипом назначен хорошо сохранившийся шейный позвонок. К данному виду впоследствии были отнесены дополнительные ископаемые находки, в том числе фрагменты большеберцовых костей, лучевой кости и зубов. Согласно расчетам, сделанным в 2015 году, предположительная масса животных достигала 400 кг, длина шеи составляла от 147 см, а рост животного — почти 4 метра.

## История открытия
Giraffa sivalensis является первым обнаруженным ископаемым представителем семейства жирафовых. Позвонок, который был впоследствии назначен голотипом был обнаружен П. Котли в Сивалике и описан в 1838 году. Ископаемый вид был формально описан в 1843 году Хью Фальконером. Анатомическая принадлежность найденного позвонка стала предметом дебатов. Фалконер считал что речь идёт о третьем шейном позвонке. Лидеккер же, принимая во внимание более поздние находки приписанные этому виду, предположил что речь идёт о пятом шейном позвонке, причём, относительно мелкого индивида.